# Saïda Karim Lamrani
Pour les articles homonymes, voir Lamrani.
Saïda Karim Lamrani est une femme d'affaires marocaine née le 30 août 1946 à Fès.  
Fille de l'ancien Premier ministre Mohammed Karim Lamrani sous le règne de Hassan II, elle a été propulsée dans les affaires dès son plus jeune âge, en 1960 durant les années de plomb.
Elle a deux enfants, un fils et une fille. Son frère, Hassan Lamrani, est marié avec la fille du Général Hosni Benslimane .
Juriste de formation, elle est actionnaire majeure du Groupe Safari. Le Groupe Safari détient notamment la société méditerranéenne pour l’industrie automobile (SMEIA), qui est le concessionnaire exclusif des marques Land Rover et BMW. 
En 2013, Saïda Karim Lamrani est considérée comme faisant partie des « 25 femmes les plus influentes du business en Afrique » selon le journal Jeune Afrique. 

## Mandats
Elle est membre du conseil d’administration de la Fondation Mohammed V pour la solidarité. Elle a occupé le poste de vice-présidente de la Confédération générale des entreprises du Maroc (CGEM) et de coprésidente du Club des chefs d’entreprises France-Maroc. 
Elle dirige aussi l’Association d’aide aux lépreux. Elle est chevalier dans l’ordre de la Légion d’honneur.